# 鹿島臨海鐵道

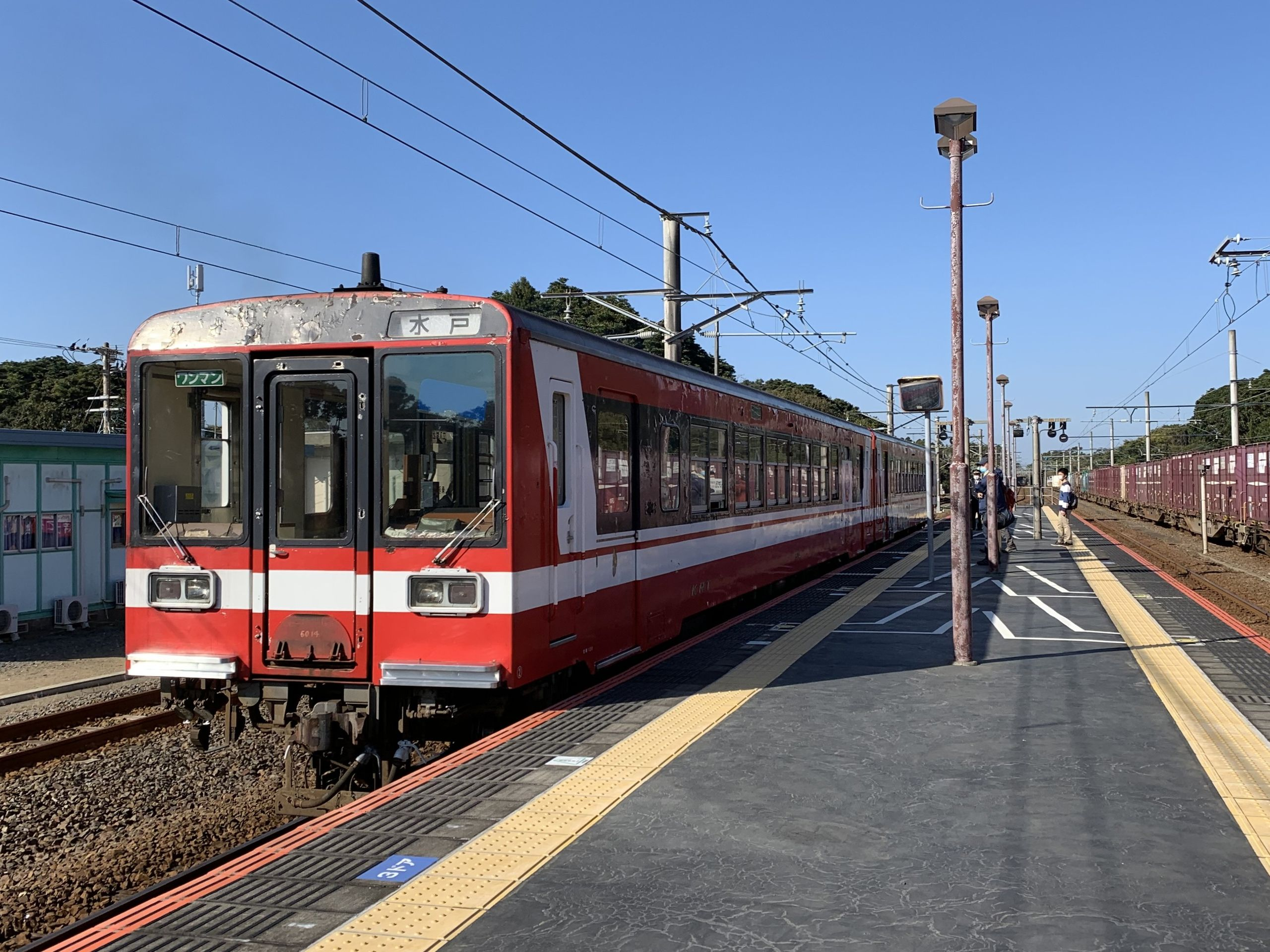
鹿島臨海鐵道6000型柴聯車

鹿島臨海鐵道（日语：／ Kashima Rinkai Tetsudo */?）是日本茨城县的一家第三部門鐵道公司，由日本國鐵、茨城縣政府與企業於1969年4月1日成立，營運往返鹿岛沿海工业区的货物运输。 
1970年11月12日，北鹿岛（今鹿岛足球场）和奥野谷浜站之间的货运线開始營運。  本線曾經運輸成田國際機場的航空燃料，在北鹿島和鹿島港南站之間有客運業務，但是客運業務清淡，且航空燃料也改用管路運輸，上述兩服務終止。
1984年（昭和59年），日本鐵道建設公社預定建設鹿島線北鹿島站（現鹿島足球場）以北的路線，由於財政惡化而改由鹿島臨海鐵道接手，並於1985年3月14日開始營運大洗鹿島線的客運業務。
燃油運輸結束後，貨運量一度大幅下降，但後來使用貨櫃運輸，貨運量再度增加，從1989年到1996年之間，大洗鹿島線上也有貨運列車營運。

## 路線

鹿島臨海鐵道路線圖

| 中文線名   | 日文線名 | 起點       | 終點       | 距離（公里） | 備註                  |
| ---------- | -------- | ---------- | ---------- | ------------ | --------------------- |
| 大洗鹿島線 |          | 水戶       | 鹿島足球場 | 53.0         |                       |
| 鹿島臨港線 |          | 鹿島足球場 | 奧野谷濱   | 19.2         | 第1種鐵道事業、貨物線 |

## 使用車輛
- 鹿島臨海鐵道6000型柴聯車
- 鹿島臨海鐵道8000型柴聯車

## 历史
- 1969年（昭和44年）4月1日：成立鹿島臨海鐵道株式會社。
- 1970年（昭和45年）7月21日：鹿島臨港線北鹿島（目前的鹿島足球場）站－奧野谷濱站（貨運站）之間啟用。
- 1978年（昭和53年）
  - 3月2日：開始將航空燃料運輸到成田機場。
  - 7月25日：開始北鹿島站至鹿島港南站之間的客運業務。
- 1983年（昭和58年）
  - 8月：停止運輸航空燃料至成田機場。
  - 12月1日：停止北鹿島至鹿島港南站之間的客運業務。
- 1984年（昭和59年）
  - 3月22日：茨城縣議會通過由鹿島臨海鐵路接管鹿島線（水戶與北鹿島之間路線）。
  - 9月11日：取得水戶－北鹿島之間的許可。
- 1985年（昭和60年）3月14日：大洗鹿島線水戶－北鹿島之間開始營業。
- 2011年（平成33年）
  - 3月11日：由於東日本大地震，所有路線均暫停營運。
  - 4月16日：大洗鹿島線之水戶－新鉾田間，以及大洋－鹿島足球場之間恢復營運。
  - 6月7日：鹿島臨港線全線復駛。
  - 7月12日：大洗鹿島線全線復駛。

## 外部連結
- 鹿島臨海鐵道 （页面存档备份，存于） （日語）

Template:日本貨物鐵道企業集團